# Dysfunctional
Dysfunctional ist das 1995 erschienene fünfte Studioalbum der US-amerikanischen Hard-Rock-Band Dokken. Es ist das erste Album, das die Band nach der 1989 angekündigten Auflösung für ihr Comeback aufnahm.

## Entstehung
Dokken hatte sich 1989 aufgelöst, und die Musiker hatten verschiedene eigene Wege beschritten, um ihre Karrieren fortzusetzen: Don Dokken nahm unter seinem eigenen Namen das Album Up From the Ashes auf, dem jedoch kein großer Erfolg beschieden war, Gitarrist George Lynch gründete gemeinsam mit Dokken-Schlagzeuger Mick Brown die Gruppe Lynch Mob, mit der er an alte Erfolge anzuknüpfen versuchte und mit zwei Alben 1990 und 1992 die Plätze 46 und 56 der Billboard 200 erreichen konnte. Bassist Jeff Pilson betrieb zunächst das Projekt War and Peace und stieg 1993 bei der Band Dio ein.
Don Dokken schrieb 1993 Lieder für ein weiteres Soloalbum. Er nannte das in seinem Studio aufgenommene Album Dysfunctional, doch als es darum ging, einen Vertrag mit Columbia Records auszuhandeln, riet ihm John Kalodner, George Lynch zurückzuholen und das Album als Dokken-CD zu vermarkten. Obwohl die Spannungen zwischen Dokken und Lynch die Ursache für die Trennung im Jahr 1989 gewesen war, willigten beide Seiten ein, ihre Differenzen auszuräumen. 1995 fand die Band in ihrer vorherigen Besetzung (Dokken, Lynch, Pilson, Brown) wieder zusammen; Lynch schrieb die Gitarrenparts neu und nahm sie auf.
Die Produktion von Dysfunctional übernahm Don Dokken; die Lieder Shadows of Life, Sweet Chains, Lesser of two Evils und What Price produzierte er zusammen mit dem aus Deutschland stammenden Produzenten Michael Wagener. Wagener war ursprünglich auch an der Produktion von Inside Looking Out, The Maze, Too High to Fly, Nothing Left to Sayund Long Way Home beteiligt, die Titel wurden jedoch von Don Dokken neu produziert.
Das fertige Album enthält elf Stücke, von denen nur Sweet Chains von Don Dokken allein geschrieben worden ist – am Songwriting der übrigen Titel (mit Ausnahme des Liedes From the Beginning) war mindestens eines der anderen drei Bandmitglieder beteiligt. From the Beginning ist die Coverversion eines Songs, den Greg Lake 1972 für das Emerson-Lake-and-Palmer-Album Trilogy geschrieben hatte. In Japan wurde das Album mit dem zusätzlichen Titel When the Good Die Young veröffentlicht.
Als Single erschien Too High to Fly.

## Rezeption
Daniel Böhm schrieb, das Comeback trotze „nicht der veränderten Musiklandschaft, sondern reflektiere sie“. Das Album sei „in der Grundstimmung erheblich schwermütiger“ gefärbt, doch kämen „alte Markenzeichen der Band mit deftigen Riffs und mehrstimmigen Beatles-Melodien zusammen“, die in der Kombination „nicht selten an melodischere King’s X erinnern“ würden.
Stephen Thomas Erlewine von Allmusic.com bemerkte zu dem Album, es sei „eher ein Marketing-Schachzug als eine inspirierte musikalische Zusammenarbeit gewesen“. Weiter merkte er an, Don Dokkens Stimme sei „im Laufe der Jahre abgenutzt“, er könne es sich „nicht mehr leisten, mittelmäßiges Material nur durch sein Charisma zu verkaufen“. Auch Lynchs Gitarrensoli klingen für Erlewine, als seien sie „nach der Aufnahme der Songs hineinkopiert“ worden.
Das deutsche Musikmagazin Rock Hard vergab für das Album 8 von 10 Punkten und urteilte:

„Die Musikszene ist mit all ihren aktuellen Trends keineswegs spurlos an der Band vorbeigegangen, aber man hat nicht den Fehler unzähliger anderer Combos begangen, im Zuge der eigenen Weiterentwicklung die bisherigen Trademarks hintenan zu stellen. Dokken grooven anno 1995 um einiges heftiger als in früheren Zeiten, und ein Song wie das etwas an King’s X erinnernde ‚Hole In My Head‘ hätte ich der Band in dieser Form nicht zugetraut. Dominiert wird das Album jedoch – wie seine Vorgänger – von Dokkens exzellentem Gesang und George Lynchs exquisitem Gitarrenspiel. Und das nicht nur bei Songs, die die alte Dokken-Linie konsequent fortsetzen (‚Nothing Left To Say‘ oder ‚Too High To Fly‘), sondern vor allen Dingen bei Tracks, die beim erstmaligen Hören so gar nicht ins frühere Konzept des Quartetts passen wollen. Das psychedelische Passagen aufweisende ‚Sweet Chains‘ oder das düstere, anfangs nach den Doors klingende 'What Price' sind die besten Beispiele für diese These, denn trotz neuartiger Einflüsse hat die Band ihren Wiedererkennungswert gewahrt. Für diese gelungene Gratwanderung und dafür, daß Lynch alle Kopfsocken, Ziegenbärte und Flanellhemdträger, die momentan ihr Unwesen treiben, mit seinem Gitarrenspiel locker an die Wand bläst, gibt’s acht fette Punkte.“

Das Album erreichte Platz 47 der Billboard 200; in Großbritannien und Deutschland konnte es die Charts nicht erreichen.

## Titelliste
1. 4:08 – Inside Looking Out (Dokken, Pilson)
2. 4:33 – Hole in My Head (Brown, Dokken, Pilson)
3. 4:50 – The Maze (Dokken, Lynch, Pilson)
4. 7:10 – Too High to Fly (Dokken, Lynch)
5. 4:30 – Nothing Left to Say (Dokken, Pilson)
6. 4:33 – Shadows of Life (Dokken, Pilson)
7. 5:12 – Long Way Home (Dokken, Lynch, Pilson)
8. 5:46 – Sweet Chains (Dokken)
9. 4:03 – Lesser of Two Evils (Dokken, Lynch, Pilson)
10. 5:45 – What Price (Brown, Dokken, Pilson)
11. 4:12 – From the Beginning (Greg Lake)

Bonustrack der in Japan veröffentlichten CD:
1. 4:55 – When the Good Die Young (George Lynch) – 4:55